# Musée de Nogent-sur-Marne
 (janvier 2019).
Si vous disposez d'ouvrages ou d'articles de référence ou si vous connaissez des sites web de qualité traitant du thème abordé ici, merci de compléter l'article en donnant les références utiles à sa vérifiabilité et en les liant à la section « Notes et références ».
Le Musée intercommunal de Nogent-sur-Marne est un musée situé à Nogent-sur-Marne et consacré dans sa partie permanente à l’histoire des « boucles de la Marne » situées à l’est de Paris, en proche banlieue.
Le musée consacre une exposition temporaire par an à des thématiques d’histoire concernant soit l’est parisien, soit la région Île-de-France.
Le musée de Nogent-sur-Marne est un musée de France. Il est intercommunal depuis 2018.

## Historique
Le musée a été créé en 1962 durant le premier mandat de maire de Roland Nungesser. Ses fondateurs avaient présenté en 1958 l’exposition « Si Nogent m’était conté », qui réunissait des témoignages du passé de la ville. L’exposition put être présentée en 1961 dans trois pièces du bâtiment nogentais abritant Police et Justice, baptisé plus tard Hôtel des Coignard, du nom de ses propriétaires du XVIIIe siècle.
Le premier conservateur du musée, Louis Vel-Durand (fils de Henri Vel-Durand, maire de Joinville-le-Pont), entreprit de rassembler tout ce qui pouvait avoir trait non seulement à l’histoire nogentaise mais au passé de l’est parisien. De nombreuses acquisitions à caractère de collections permirent de constituer le fonds du musée. Après la disparition de Louis Vel-Durand en 1974, Jean Roblin en devint le conservateur. Il s’attela à la rénovation du musée, à l’inventaire de ses collections et poursuivit la collecte et l’acquisition de nouvelles pièces.
En 1992 le musée de Nogent-sur-Marne est transféré au 36, boulevard Gallieni, dans le bâtiment abritant déjà la bibliothèque municipale (baptisée bibliothèque Cavanna en 2008). Il est inauguré en 1994 par Jacques Toubon, ministre de la Culture et de la Francophonie. Son nouveau directeur, Olivier Maître-Allain, y développe une présentation permanente consacrée à l’histoire des boucles de la Marne.
En 2018 il devient Musée Intercommunal de Nogent-sur-Marne en intégrant l'Etablissement Public Territorial ParisEstMarne&Bois.
(source : Musée de Nogent-sur-Marne)

## Expositions
1994
- Cinquantenaire de la Libération

1995
- Ponts, viaducs et passerelles en Val-de-Marne
- Mémoires d’Italiens

1996
- Faits divers à la Belle Époque
- Mémoires de Portugais

1997
- Îles en Île-de-France
- Les Halles de Paris à Nogent

1998
- Le Tour de Marne
- Artistes au front (1914-1918)

1999
- Avirons et pagaies sur la Marne
- Expositions universelles et coloniales

2000
- Histoires du sport
- Artistes d’Yverdon

2001
- Que d’eau, que d’eau !
- Paris en banlieue

2002
- Tous à la plage !
- Trains en banlieue

2003
- Écluses, barrages et canaux
- Drôles de trams

2004
- Boire l’eau de la Marne
- 1870, guerres en banlieue

2005
- Banlieues en fêtes

2006
- Collections d’histoire ; histoire de collections

2007
- Banlieues en cartes postales

2008
- Cavanna raconte Cavanna

2009
- Du train au RER
- Mairies, des maisons peu communes

2010
- La Marne entre en Seine !

2011
- Les Guinguettes, histoire et renouveau d’un patrimoine culturel et festif
- Halles, étals et bazars - 150 ans de commerce en Île-de-France

2012
- Le monde commence à ma porte – rétrospective du photographe Patrick Bard
- Bonnot et compagnie, la bande tragique - Exposition sur la Bande à Bonnot

2013
- Industrie en banlieue parisienne 1840-1980
- Loisirs nautiques sur la Marne et la Seine (1850-1950) - gravures et dessins

2014
- 7 artistes dans la Grande Guerre

2015
- Vous connaissez la chanson ?

2016
- La fabrique du cinéma

2017
- La caricature raconte l’histoire de France

2018
- Ferdinand Gueldry : peintre de l'eau et de la lumière[1],[2]

2019-2020
- Notre Territoire à la Belle Epoque par la carte postale

2020-2021
- Trois artistes en balade (Albert Capaul, Jean Lefort, Sébastien Loubatié)

2021-2022
- L'école de A à Z, une histoire en abécédaire

2022-2023
- La banlieue côté jardin[3]

2023-2024
- Une longueur d'avance ![4] Ecole de Joinville, l'invention du sport contemporain

2024-2025
- Willy Ronis, La Banlieue Est sous l'œil du maître, du 19 octobre 2024 au 31 juillet 2025 [5]

## Liste des conservateurs
- Louis Vel-Durand (1978 - 1978 )
- Jean Roblin (1978 - 1992)[6]
- Olivier Maître-Allain (1992 - 2013)
- Vincent Villette (2013-...)

## Catalogues d'exposition
- Musée de Nogent-sur-Marne, Ferdinand Gueldry, peintre de l'eau et de la lumière : livret d'accompagnement, exposition 15 septembre 2018-29 mai 2019, Nogent-sur-Marne, Créa'3P, 2018, 27 p.
- Chaque exposition temporaire donne lieu à l'édition d'un livret d'exposition depuis 2014 (consultables sur le site Internet du musée)